# Man uit Kennewick

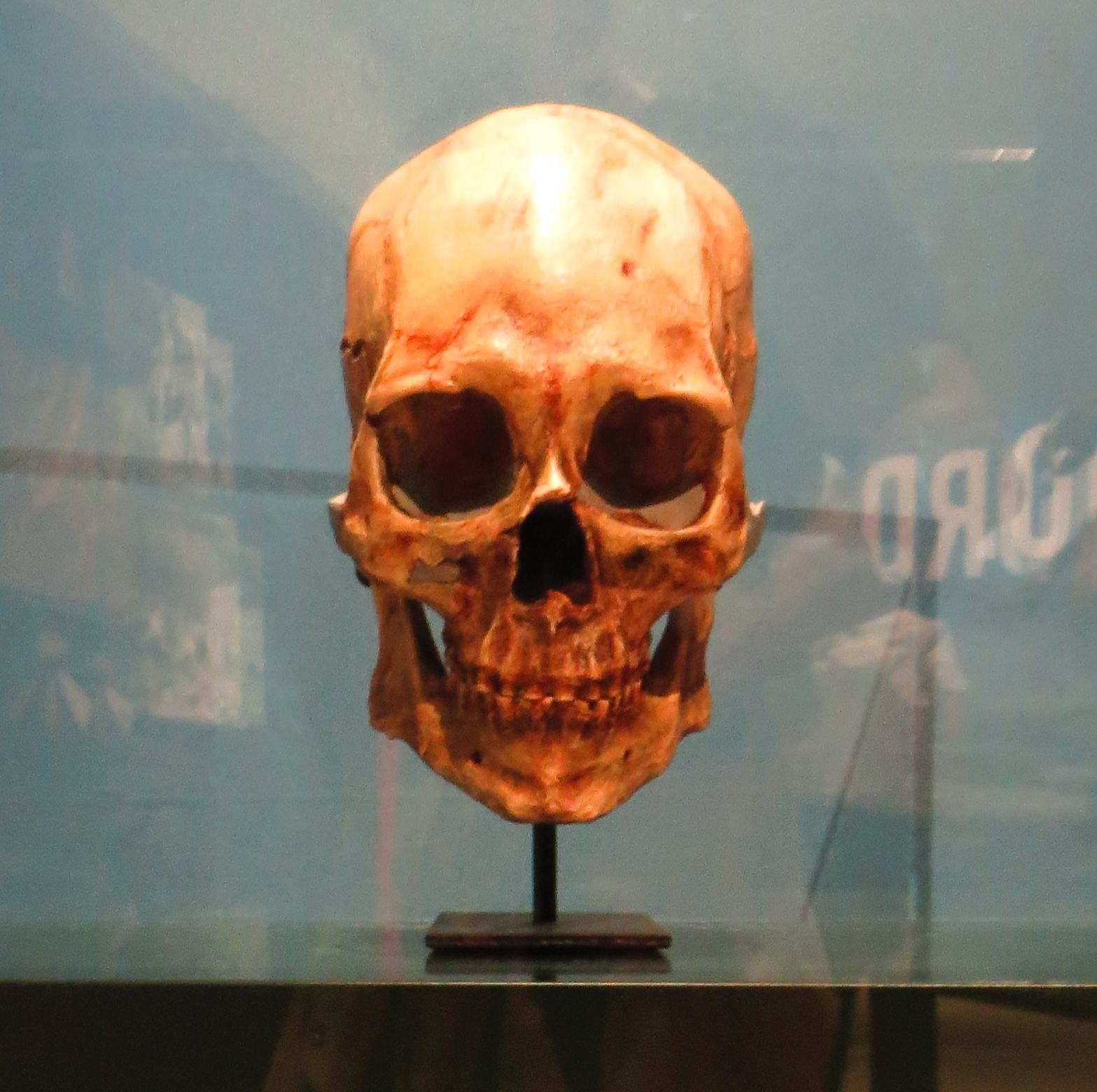
Schedel van de man uit Kennewick

Man uit Kennewick is de naam die gegeven is aan de overblijfselen van het skelet van een precolumbiaanse paleo-amerikaanse man, die 28 juli 1996 gevonden werd op de oever van de Columbia-rivier in Kennewick, Washington, Verenigde Staten.
Koolstofdatering wijst uit dat de man 8900 tot 9000 jaar geleden leefde. In 2015 kwam naar voren dat de man uit  Kennewick genetisch het meest overeenkwam met 'Native Americans', waaronder de indianen in de Columbia-rivier regio, waar het skelet was gevonden.
Archeoloog James Chatters, de ontdekker van de man uit Kennewick, had aanvankelijk beweerd dat de schedel 'kaukasoïde' kenmerken had. De overblijfselen werden na een langdurige rechtsgang uiteindelijk overhandigd aan een verband van Columbia-bekken volken en door hen op 8 februari 2017 begraven. 
De schedel werd door Will Thomas en David Deacy gevonden en aan James Chatters overgedragen. Chatters wist nog 350 botten en fragmenten op te sporen, waarmee bijna een compleet skelet kon worden gereconstrueerd. Volgens Chatters ging het om een man van 40-55 jaar, met een lengte van 1,70 - 1,76 m. Een stuk bot was gedeeltelijk vergroeid met een steen van 79 mm.

## zie ook
- Man van Arlington Springs
- Peñonvrouw